# Anambé-roxo
O anambé-roxo (Xipholena punicea) é uma ave passeriforme, da família Cotingidae, que ocorre na Amazônia setentrional e no escudo guianense. A espécie possui cerca de 19 cm de comprimento, macho de coloração purpúrea sedosa, asas de um branco puro, contrastante com as pontas negras, e fêmea acinzentada. Também é conhecida pelos nomes de anambé-pompador, bacaca, bacacu e uacacu.